# 소공녀 프로젝트
소공녀 프로젝트는 대한민국의 음악 그룹이다. 2020년 싱글 앨범 [나비춤]으로 데뷔했다.

## 음반
- 나비춤 (2020)
- 잠깐만요 신데렐라 (2020)
- 탑 (XVI) (2021)
- BAD★GIRLFRIEND! (2022)